# 鲍洛通弗尔德瓦里区
鲍洛通弗尔德瓦里区，是匈牙利绍莫吉州的一个区，总面积254.63平方公里，总人口11803人（2007年1月1日），人口密度46.4人/平方公里。中心城市位于Balatonföldvár。

## 辖区
鲍洛通弗尔德瓦里区包含13个市镇。